# Cedral (Maranhão)
Cedral è un comune del Brasile nello Stato del Maranhão, parte della mesoregione del Norte Maranhense e della microregione del Litoral Ocidental Maranhense.